# Flickan som slutade ljuga
Flickan som slutade ljuga är en svensk barnkortfilm från 2004 i regi och manus av Andrea Östlund.

## Handling
11-åriga Catrin bor med sin mamma och lillebror. Mamma är alltid trött och orkar inte mycket så Catrin får ta mycket ansvar hemma. Catrin skäms för sina hemförhållanden och målar upp en fantasivärld för sin omgivning.

## Rollista
- Kajsa Angleflod
- Josef Cahoon
- Sofi Ahlström-Helleday

## Produktion
Filmen producerades av Migma Film i samproduktion med Sveriges Television, Final Cut Film Productions, Film i Väst och spelades in i Trollhättan hösten 2003.